# Robèrt Darrigrand
Robèrt Darrigrand (Ortès, 13 de gener de 1934 - Pau, 10 de juliol de 2016) va ser un hispanista, historiador i lingüista occità.

## Biografia
Robèrt Darrigrand va estudiar a Ortès i després a la Facultat de Lletres de la Universitat de Bordeus i a la Sorbona. Llicenciat en llengua castellana, va ensenyar a París, Alger i Bordeus, on hi va passar la major part de la seva carrera.
Va entrar molt aviat a l'Institut d'Estudis Occitans (IEO). L'any 1960 va formar part de l'equip que va acompanyar Rogèr Lapassada durant el naixement de Per Noste, la secció bearnesa de l'IEO. El 1967 va fundar amb Jacques Boisgontier i Rogièr Teulat el Centre Regional d'Estudis Occitans (CREO) que reuneix professors occitans dels establiments públics de l'acadèmia. També l'any 1967 va crear, amb Max-Henri Gonthié, l'Ostau Occitan que és la secció de Gironda de l'IEO.
De confessió protestant, la seva recerca es va centrar en la història del protestantisme bearnès. A partir de 1995, va ser vicepresident del Centre d'Estudis del Protestantisme Bearnès (CEPB). Va presidir l'associació del museu Joana d'Albret d'Ortès sobre història del protestantisme bearnès) del 2010 al 2015.

## Obra
El compromís de Robèrt Darrigrand amb la defensa de la llengua i la cultura occitanes el va portar a col·laborar en diverses revistes com Reclams i Per Noste/País gascons.
És autor de diverses obres entre les quals destaquen la traducció dels salms bearnesos d'Arnau de Saleta, edició publicada el 2010.

### Llengua
- Comment écrire le gascon (ed. Per Noste, Ortès, 1969).
- Initiation au gascon (ed. Per Noste, Ortès, 1971), conegut amb el sobrenom de « Livre Rouge ».
- Grammaire abrégée du gascon, en col·laboració amb Miquèu Grosclaude (ed. Per Noste, Ortès, 1976).
- Gironde, terre occitane (Ostau Occitan, Bordeaux, 1970). En col·laboració amb Jacques Boisgontier, Anne Cavignac, Michel Dufaure i Rogièr Teulat.
- Le livre aquitain d’expression occitane (CRDP, Bordeaux, 1972). En col·laboració amb Christian Bonnet i Marie-France Cabanne.
- Condes deus monts e de las arribèras (ed. Per Noste, Ortès, 1970, segona ed. 1978).
- Roger Lapassade, le béarnais en action (ed. Ortès, Cité du Livre, 2009).

### Presentació d'autors
- Xavier Navarrot, tèxtes causits (Centre d’estudis occitans, Montpeller, 1970).
- Simín Palay : Los tres gojats de Bòrdevielha (ed. Per Noste, Ortès, 1974)
- Jean-Henri Fondeville : Calvinisme de Bearn divisat en siex ecloges. Presentació i traducció. (CEPB, Pau, 2002).
- Arnaud de Salette : Los psalmes de David metuts en rima bernesa, 1583. Presentació transcripció i traducció. (ed. Per Noste, Ortès, 1983).

### Història del protestantisme
- Le Béarn sous Jeanne d’Albret (Bibliothèque municipale, Pau, 1983) En col·laboració amb Miquèu Grosclaude, André Hourcade, Nicolas Kalinine, François Marin i Daniel Urbain.
- « Arnaud de Salette et son temps ». Le Béarn sous Jeanne d’Albret. Contribution et edition des actes du colloque d’Ortès. (ed. Per Noste, Ortès, 1983).
- « L’Église évangélique libre d’Ortès. Un siècle d’histoire (1831-1935). » (CEPB, Pau, 2004).
- Le psautier béarnais, version Arnaud de Salette. Disc compacte de salms interpretat pel cor de l'Església Evangèlica Lliure d'Ortès. Preparació i traducció dels textos. (CEPB, Pau, 2004).
- Amb Philippe Chareyre, Sur les pas des Huguenots, 20 itinéraires en Béarn, Pays Basque et Bigorre. Redacció de diverses rutes (Pau, CEPB, 2009).
- Arnaud de Salette : Los psalmes de David metuts en rima bernesa, 1583. edition critique (Paris, H. Champion, 2010).
- Musée Jeanne-d’Albret à Ortès.[5]